# Țar Samuil, Silistra
Țar Samuil (în bulgară Цар Самуил) este un sat în comuna Tutrakan, regiunea Silistra,  Bulgaria. 

## Demografie
Componența etnică a satului Țar Samuil
     Bulgari (15,73%)
     Turci (43,34%)
     Nicio identificare (40,34%)
     Altele (0,57%)
La recensământul din 2011, populația satului Țar Samuil era de 1.398 locuitori. Nu există o etnie majoritară, locuitorii fiind turci (43,34%) și bulgari (15,73%). Pentru 40,34% din locuitori nu este cunoscută apartenența etnică.